# Arxiella lunata
Arxiella lunata är en svampart som beskrevs av Ruscoe 1970. Arxiella lunata ingår i släktet Arxiella, divisionen sporsäcksvampar och riket svampar.   Inga underarter finns listade i Catalogue of Life.